# Hiroyuki Taniguchi
Hiroyuki Taniguchi (谷口 博之 Taniguchi Hiroyuki?,  Kanagawa, 27 de junio de 1985) es un exfutbolista japonés que jugaba como centrocampista.
Fue elegido para integrar la selección de fútbol sub-23 del Japón para los Juegos Olímpicos de Verano de 2008.
El 13 de diciembre de 2019 anunció su retirada como futbolista profesional después de dos años sin apenas jugar como consecuencia de una lesión de rodilla.

## Trayectoria

### Clubes
| Club                | País  | Año       |
| ------------------- | ----- | --------- |
| Kawasaki Frontale   | Japón | 2004-2010 |
| Yokohama F. Marinos | Japón | 2011-2012 |
| Kashiwa Reysol      | Japón | 2013      |
| Sagan Tosu          | Japón | 2014-2019 |

## Palmarés

### Títulos nacionales
| Título         | Club           | País  | Año  |
| -------------- | -------------- | ----- | ---- |
| Copa J. League | Kashiwa Reysol | Japón | 2013 |